# Catégories des gares allemandes

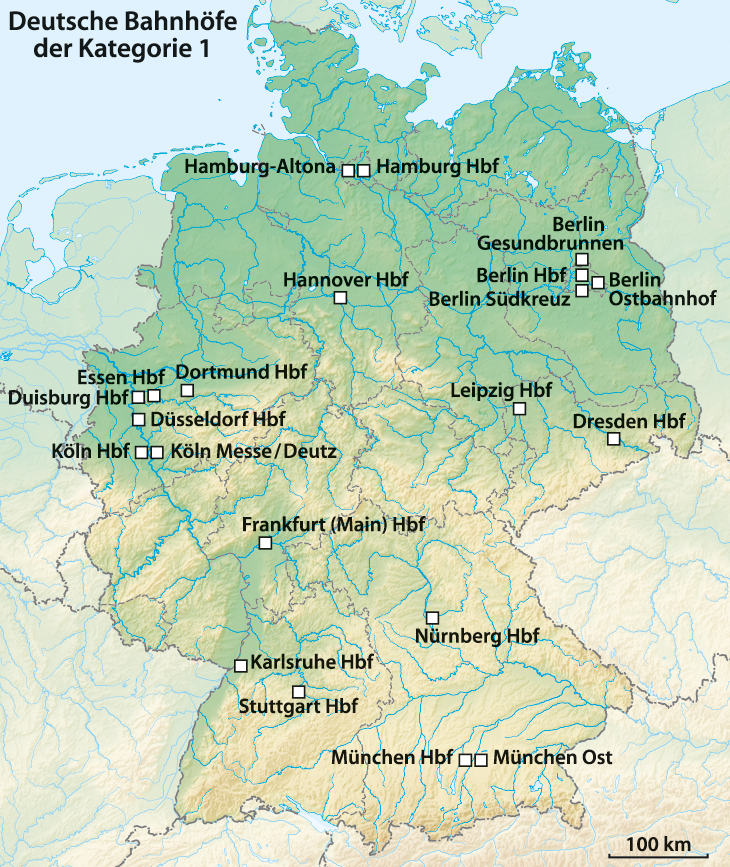
Les gares de catégorie 1 en 2013

Les Catégories des gares allemandes sont une classification par la Deutsche Bahn des 5 400 gares ferroviaires d'Allemagne en sept catégories. Les critères sont le nombre de quais et des voies, le nombre de passagers par jour, le type de trains qui les desservent (de longues ou de courtes distances) la présence de commerces ou de services et l'accessibilité aux personnes à mobilité réduite.
En 2013, il y avait 21 gares de première catégorie, 83 gares de deuxième catégorie, 220 gares de troisième catégorie, 600 gares de quatrième catégorie, 1040 gares de cinquième catégorie, 2500 gares de sixième catégorie et 880 arrêt de septième catégorie.

## Liste des gares de première catégorie
| Nom                                    | Ouverture  | Trafic                      | Voies | Passagers | Image |
| -------------------------------------- | ---------- | --------------------------- | ----- | --------- | ----- |
| Gare de Berlin Gesundbrunnen           | 1872       | env. 120 + env. 1000 S-Bahn | 10    | 105 000   |       |
| Gare centrale de Berlin                | 2006       | 587 + env. 600 S-Bahn       | 14    | 300 000   |       |
| Gare de l'est de Berlin                | 1842       | 335 +891 S-Bahn             | 9     | 100 000   |       |
| Gare de Berlin Südkreuz                | 2006       | 201 +1115 S-Bahn            | 10    | 89 700    |       |
| Gare centrale de Dortmund              | 1847       | 680 +302 S-Bahn             | 16    | 130 000   |       |
| Gare centrale de Dresde                | 1898       | 322 +215 S-Bahn             | 16    | 60 000    |       |
| Gare centrale de Düsseldorf            | 1891       | 630 +500 S-Bahn             | 16    | 250 000   |       |
| Gare centrale de Duisbourg             | 1846       | 700                         | 12    | 100 000   |       |
| Gare centrale d'Essen                  | 1862       | 321 +403 S-Bahn             | 13    | 170 000   |       |
| Gare centrale de Francfort-sur-le-Main | 1888       | 632 +1100 S-Bahn            | 29    | 350 000   |       |
| Gare de Hambourg-Altona                | 1844       |                             | 12    |           |       |
| Gare centrale de Hambourg              | 1906       | 800 +1200 S-Bahn            | 12    | 450 000   |       |
| Gare centrale de Hanovre               | 1843       | 418 +204 S-Bahn             | 12    | 250 000   |       |
| Gare centrale de Karlsruhe             | 1913 (neu) | 263 +121 S-Bahn             | 16    | 60 000    |       |
| Gare centrale de Cologne               | 1859       | 764 +466 S-Bahn             | 11    | 280 000   |       |
| Gare de Cologne Messe/Deutz            | 1844       |                             | 10    |           |       |
| Gare centrale de Leipzig               | 1915       | 821 +73 S-Bahn              | 23    | 120 000   |       |
| Gare centrale de Munich                | 1849       | 855 +1018 S-Bahn            | 34    | 450 000   |       |
| Gare de l'est de Munich                | 1871       |                             | 12    |           |       |
| Gare centrale de Nuremberg             | 1844       | 440 +300 S-Bahn             | 22    | 180 000   |       |
| Gare centrale de Stuttgart             | 1922       | 590                         | 17    | 240 000   |       |